# Alexandre Chadrine
Pour les articles homonymes, voir Chadrine.
Alexandre Chadrine (en russe : Александр Шадрин) né le 4 septembre 1988 à Mubarek et mort le 21 juin 2014 à Tachkent est un footballeur international ouzbek d'origine russo-coréenne qui évoluait au poste d'attaquant.

## Origines familiales
Chadrine naît de parents russe ethnique et coréen à Mubarek en RSS d'Ouzbékistan, dans l'Union des républiques socialistes soviétiques. D'après Transfermarkt, il posséderait toujours un passeport russe.

## Carrière en club

### Mash'al Mubarek
En 2010, il rejoint l'équipe première du Mash'al un club d'Oliy Liga (la première division ouzbeke) dont il fréquentait déjà l'équipe réserve depuis plusieurs années. En une saison, il joue 19 rencontres et inscrit un but. 

### Navbahor Namangan
En 2010, il signe un contrat d'un an avec le Navbahor, un autre club d'Oliy Liga.

## Carrière en équipe nationale
Alexandre Chadrine fait ses débuts avec l'équipe d'Ouzbékistan en 2011, lors d'un match amical contre l'Ukraine à Kiev le 1er juin (défaite 0-2),.

## Disparition
Alors qu'il est opéré d'un ulcère gastrique, Alexandre Chadrine décède sur la table d'opération le 21 juin 2014,.

## Statistiques

### Buts internationaux
| 0   | Date            | Lieu                          | Compétition                       | Résultat | Adversaire | Détail | Détail         | Détail | Sél. |
| --- | --------------- | ----------------------------- | --------------------------------- | -------- | ---------- | ------ | -------------- | ------ | ---- |
| 1er | 29 février 2012 | Toyota Stadium, Toyota, Japon | Éliminatoires Coupe du monde 2014 | V 0-1    | Japon      | 54e    | du pied gauche | 0-1    | 4e   |